# Bunar kod Franjevačkog samostana u Hvaru
Bunar kod Franjevačkog samostana u Hvaru este o arie protejată (sit de importanță comunitară — SCI) din Croația întinsă pe o suprafață de 0,78 ha, integral pe uscat.

## Localizare
Centrul sitului Bunar kod Franjevačkog samostana u Hvaru este situat la coordonatele 43°10′21″N 16°26′34″E / 43.172589°N 16.442644°E.

## Înființare
Situl Bunar kod Franjevačkog samostana u Hvaru a fost declarat sit de importanță comunitară în iulie 2013 pentru a proteja un număr necunoscut de specii din flora spontană și fauna sălbatică aflate în arealul zonei.

## Biodiversitate
Situată în ecoregiunea mediteraneană, aria protejată conține 1 habitat natural: Peșteri inaccesibile publicului.
La baza desemnării sitului se află un număr nedeclarat de specii protejate.